# Patulina
Patulina – organiczny związek chemiczny, mykotoksyna będąca toksycznym metabolitem wtórnym niektórych gatunków pleśni, m.in. z rodzaju Penicillium, Aspergillus oraz  Byssochlamys nivea, rozwijających się na wielu gatunkach owoców i warzyw.
Patulina jest toksyną wykazującą właściwości mutagenne, teratogenne i prawdopodobnie rakotwórcze. W stężeniach niebezpiecznych dla zdrowia człowieka może występować przede wszystkim w jabłkach i ich przetworach. Może występować również w innych produktach, głównie dotkniętych siną pleśnią, np. w winogronach, gruszkach, bananach, brzoskwiniach, ananasach, morelach i pomidorach. Jest oporna na działanie wysokich temperatur oraz wykazuje dość dużą stabilność w środowisku kwaśnym.
Światowa Organizacja Zdrowia (WHO) określiła maksymalne dopuszczalne stężenia patuliny w soku jabłkowym na 50 µg/kg.